# Héctor Epalza Quintero
Héctor Epalza Quintero PSS (* 14. Juni 1940 in Convención; † 2. Februar 2021 in Pereira) war ein kolumbianischer Ordensgeistlicher und römisch-katholischer Bischof von Buenaventura.

## Leben
Héctor Epalza Quintero besuchte die Knabenseminare in Ocaña (1953–1954) und Cali (1955–1959) und empfing nach seiner theologischen Ausbildung am Priesterseminar in Cali (1959–1965) am 14. Juli 1965 die Priesterweihe für das Erzbistum Cali. Er studierte Missiologie (1977–1979) und Kirchengeschichte (1979–1981) an der Päpstlichen Universität Gregoriana in Rom sowie Spirituelle Theologie am Päpstlichen Athenaeum Regina Apostolorum in Rom (1989) und an der Gregoriana (1999). Später trat er der Ordensgemeinschaft der Sulpizianer in Kanada bei und legte am 30. Januar 1989 die Profess ab.
Er war in der Seelsorge im Bistum Cali tätig. Von 1967 bis 1973 war er Rektor des Colegio Parroquial de Santa Ana in Cali. Anschließend hatte er zahlreiche Ämter in der Bistumsleitung inne. Er war Richter am Diözesangericht in Cali. Er war Regens des Seminars in Cali (1981–1988;1989–1992) und Professor an der Universität von San Buenaventura in Cali (1981–1984). Er war Rektor des Großen Seminars in Palmira (1990–1991), Rektor des Hauptseminars von San José de Cúcuta (1992–1999) und Rektor des Großen Seminars von Manizales (2000–2004).
Papst Johannes Paul II. ernannte ihn am 29. April 2004 zum Bischof von Buenaventura. Die Bischofsweihe spendete ihm der Erzbischof von Bogotá, Pedro Kardinal Rubiano Sáenz, am 16. Juli desselben Jahres; Mitkonsekratoren waren Alberto Giraldo Jaramillo PSS, Erzbischof von Medellín, und Juan Francisco Sarasti Jaramillo CIM, Erzbischof von Cali. Von der Kanzel aus prangerte er als Bischof die Gewalt und Ungleichheiten in Buenaventura an und erhielt aus diesem Grund persönliche Drohungen. 2017 leitete er in Buenaventura ein Komitee, das nach sozialen und wirtschaftlichen Lösungen für die Bevölkerung suchte.
Am 30. Juni 2017 nahm Papst Franziskus seinen altersbedingten Rücktritt an.